# Wall Street: Peníze nikdy nespí
Wall Street: Peníze nikdy nespí je americký hraný film z roku 2010. Film pojednává o úřednících z Wall Streetu. Jde o sequel filmu Wall Street z roku 1987. Originální hudbu k filmu složil Craig Armstrong a byly zde použity písně Briana Eno a Davida Byrne z jejich společného alba Everything That Happens Will Happen Today.